# Eustachy Kossakowski
Eustachy Kazimierz Antoni Korwin-Kossakowski (ur. 27 września 1925 w Warszawie, zm. 25 listopada 2001 w Paryżu) – polski fotograf.

## Życiorys
Urodził się w lekarskiej rodzinie Jana i Stanisławy z Rynkowskich (1897–1981). Miał młodsze siostry: Zofię Marię (1927–2010) i Barbarę Gabrielę (1929–2007). W 1956 obronił dyplom na Wydziale Architektury Politechniki Warszawskiej.
Pracę fotografa zaczął w czasopiśmie ilustrowanym „Zwierciadło” w 1957. W 1960 został przyjęty do Związku Polskich Artystów Fotografików (legitymacja nr 274). Współpracował z czasopismami „Stolica”, „Zwierciadło”, „Ty i ja”, „La Pologne”. Fotografował dla Galerii Krzywe Koło, Galerii Foksal, teatru Cricot 2 Tadeusza Kantora i teatru Grotowskiego.

Od 1970 mieszkał we Francji. W Paryżu pracował jako fotograf muzealny w: Centre Creation Industrielle w Musèe des Arts Dècoratifs (1973–1978), A.R.C. Muzeum Sztuki Nowoczesnej Miasta Paryża (1982–1985) i Centre Georges Pompidou (1978–1990). Współpracował też z francuskimi wydawnictwami: Hachette, Philippe Sers, Jean Claude Lattès, L'Imprimerie Nationale. Do kraju powrócił w 1989, kupił dom w Broku, lecz nie mieszkał tam na stałe. 
W 1997 został odznaczony Krzyżem Kawalerskim Orderu Zasługi Rzeczypospolitej Polskiej.

Dwukrotnie żonaty: 26 lipca 1958 ożenił się z Ewą Makowską (ur. 1933), a 30 sierpnia 1976 z Hanną Marią Ptaszkowską (ur. 1935).

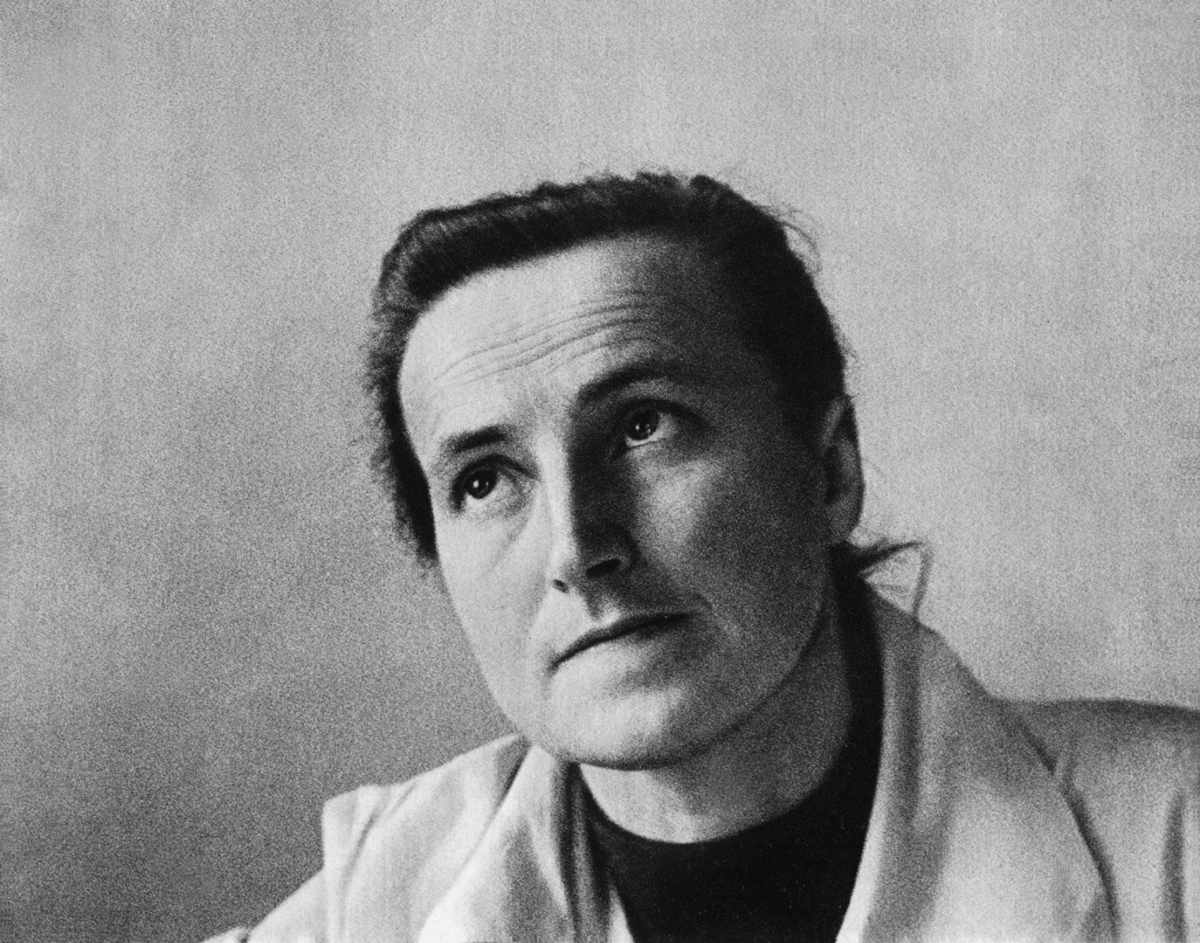
Wanda Półtawska (1963); Foto: Eustachy Kossakowski

Zmarł w Paryżu, pochowany na cmentarzu w Broku.

## Wystawy
- 1971: Paryż, Centre de Création Industrielle, Luwr
- 1972: Sztokholm, Moderna Museet
- 1975: Bolonia – Muzeum Miasta
- 1975: Brest – Muzeum Miejskie
- 1975: Rzym – Galeria Alto
- 1975: Mantua – Casa di Megna
- 1994: Rzym – Galleria Spicchi dell'Est
- 1988: Warszawa – Galeria Foksal
- 1988: Warszawa – Galeria ZPAF
- 1991: Caen – Galeria Galatea
- 2004: Warszawa – Narodowa Galeria Sztuki Zachęta